# 해남 신월리 방대형 고분
해남 신월리 방대형 고분(海南 新月里 方臺形 古墳)은 대한민국 전라남도 해남군 북일면 신월리에 있는 고분이다. 1987년 1월 15일 전라남도의 기념물 제102호로 지정되었다.

## 개요
전라남도 해남군 성마산 북쪽 기슭에 있는 무덤으로 1986년 발견되었다.
무덤은 네모꼴로 된 바닥에서 흙으로 쌓아 올린 후, 그 위에 돌을 촘촘히 박아 놓은 방형즙석분(方形葺石墳)이다. 이러한 형태의 무덤이 우리나라 최남단인 이곳에서 발견되었다는 점은 학계에 주목을 받고 있는데 용운리의 장고산에 있는 앞이 네모나고 뒤가 둥근 전방후원형의 무덤과 함께 고대 한·일 무덤문화의 상호영향과 전남지방의 무덤문화를 밝히는데 중요한 유적이다.

## 참고 자료
- 해남신월리방대형고분 - 국가유산청 국가유산포털